# ۷۱۴ (قمری)
۷۱۴ (قمری)، هفتصد و چهاردهمین سال در گاهشماری هجری قمری است. اول محرم این سال برابر با بیست و پنجم آوریل سال ۱۳۱۴ میلادی است.

## زادگان
- میر سید علی همدانی